# Фери Корстен
Фери Корстен (хол. Ferry Corsten; Ротердам, 4. децембар 1973) холандски је ди-џеј и музички продуцент и један од пионира тренс музике. Познат је по продуцирању многих тренс трака и албума током 1990-их и 2000-их година под бројним псеудонимима (најпознатија су: System F,  и ).

## Дискографија

### Студијски албуми
| Као Фер - 1996: Looking Forward Као Систем Еф - 2001: Out of the Blue - 2003: Together | Као Фери Корстен - 2003: Right of Way - 2006: L.E.F. - 2008: Twice in a Blue Moon - 2012: WKND - 2016: Hello World |